# Abbadider
 Ikke at forveksle med Abbasider.
Abbadiderne var et arabisk dynasti som herskede (1031–1091) i Sevilla, en af de selvstændige småstater der opstod da det umayyadiske kalifat i Córdoba styrtede i 1031. Dynastiet stiftedes af Abul-Kâsim-Muhammed, af huset Abbâd i Sevilla. Hans sønnesøn, Muhammed, benævnt el-Mutamid – en poet og videnskabsmand – måtte til hjælp mod den kristne konge Alfons VI af Kastiliens truende overmagt indkalde almoraviden Jussuf, fyrste af Marokko, som også sejrede over Alfons, men derefter vendte sig mod el-Mutamid selv og erobrede Sevilla (1091).

## Eksterne kilder og henvisninger
- Om Abbadiderne på Ugglan